# Giovanni Lattuada
Giovanni Lattuada (Caronno Pertusella, 12 gennaio 1905 – 16 aprile 1984) è stato un ginnasta italiano, medaglia di bronzo agli anelli ai Giochi olimpici di Los Angeles 1932.

## Palmarès
| Anno | Manifestazione  | Sede        | Risultato | Gara   | Prestazione | Note  |
| ---- | --------------- | ----------- | --------- | ------ | ----------- | ----- |
| 1932 | Giochi olimpici | Los Angeles | Bronzo    | Anelli | 55,5        | [ 1 ] |